# Asystasia trichotogyne
Asystasia trichotogyne es una especie de planta con flores perteneciente a la familia Acanthaceae. Se trata de una planta trepadora con espigas florales de hasta 2,52 cm de longitud.

## Distribución y hábitat
El área de distribución nativa de esta especie se extiende en África Ecuatorial y Occidental, especialmente en la isla de Bioko (Guinea Ecuatorial) y Camerún. Crece principalmente en el bioma tropical húmedo.

## Taxonomía
La especie fue descrita inicialmente como Justicia biokoensis por Victoria Anne Wassell Graham y publicada en Kew Bulletin 43(4): 588, en 1988, actualmente es un sinónimo de esta; y ulteriormente, sería descrita como Asystasia trichotogyne por Gustav Lindau en Botanische Jahrbücher für Systematik, Pflanzengeschichte und Pflanzengeographie 33: 190, en 1902.